# Eusarcus
Eusarcus es un género de arácnido  del orden Opiliones de la familia Gonyleptidae.

## Especies
Las especies de este género son:
- Eusarcus aberrans
- Eusarcus aduncus
- Eusarcus antoninae
- Eusarcus argentinus
- Eusarcus armatus
- Eusarcus bifidus
- Eusarcus centromelos
- Eusarcus curvispinosus
- Eusarcus doriphorus
- Eusarcus dubius
- Eusarcus fulvus
- Eusarcus furcatus
- Eusarcus grumani
- Eusarcus guimaraensi
- Eusarcus hastatus
- Eusarcus incus
- Eusarcus insperatus
- Eusarcus maquinensis
- Eusarcus montis
- Eusarcus nigrimaculatus
- Eusarcus organensis
- Eusarcus oxyacanthus
- Eusarcus perpusillus
- Eusarcus pusillus
- Eusarcus schubarti
- Eusarcus spinimanus
- Eusarcus sulcatus
- Eusarcus teresincola
- Eusarcus tripos
- Eusarcus vervloeti